# Волано (Тренто)
Волано (итал. Volano) је насеље у Италији у округу Тренто, региону Трентино-Јужни Тирол.
Према процени из 2011. у насељу је живело 3068 становника. Насеље се налази на надморској висини од 189 м.

## Становништво
| 1931. | 1936. | 1951. | 1961. | 1971. | 1981. | 1991. | 2001. | 2011. |
| ----- | ----- | ----- | ----- | ----- | ----- | ----- | ----- | ----- |
| 1.761 | 1.798 | 1.957 | 2.062 | 2.420 | 2.448 | 2.470 | 2.801 | 3.125 |